# Jules Berry
Jules Berry, pseudoniem van Marie Louis Jules Paufichet, (Poitiers, 9 februari 1883 - Parijs, 23 april 1951) was een Frans acteur. 

## Leven en werk

### Afkomst, opleiding en eerste stappen in de toneel- en filmwereld
Berry verhuisde op vijfjarige leeftijd met zijn ouders en zijn twee broers naar Parijs. Daar voltooide hij zijn middelbaar onderwijs aan het Lycée Louis-le-Grand. Daarna behaalde hij een diploma in de architectuur aan de École nationale supérieure des beaux-arts.
Tijdens zijn architectuurstudies begon hij toneel te spelen in meerdere Parijse zalen. Zijn acteertalent werd er opgemerkt en hij kreeg de gelegenheid te spelen in het Théâtre Royal des Galeries in Brussel waar hij twaalf jaar bleef (1908-1920). Daarna keerde hij terug naar Parijs waar hij in de jaren twintig heel actief bezig was in het boulevardtheater.
Omstreeks 1910 deed Berry enige ervaring op in de filmwereld. Hij was onder meer te zien in twee korte films van Henri Desfontaines. Vele jaren later verscheen hij nog in een bijrol in Marcel L'Herbiers L'Argent (1928), een drama naar de gelijknamige roman van Émile Zola.

### Twintigjarige intense filmcarrière
De filmcarrière van Berry nam pas echt een aanvang met de komst van de geluidsfilm. In Mon cœur et ses millions (1931), zijn eerste geluidsfilm, vertolkte hij al meteen de hoofdrol.
Berry had een relatief korte maar heel intense filmcarrière want in twintig jaar tijd was hij in negentig films te zien. Hij verscheen vooral in komedies, tragikomedies en politiekomedies, voorts ook in heel wat misdaadfilms en drama's. Zijn meest memorabele rollen, waarin hij geregisseerd werd door de gereputeerde cineasten Jean Renoir en Marcel Carné, waren
- de hebberige en oneerlijke oplichter zonder scrupules in Le Crime de Monsieur Lange (1935),
- de manipulatieve en gluiperige liefdesrivaal van Gabin in Le jour se lève (1939),
- de duivel in Les Visiteurs du soir (1942).

Op enkele uitzonderingen na - Berry werkte ook verscheidene keren samen met Christian-Jaque en Marc Allégret - werden bijna alle andere films waarin hij speelde verwezenlijkt door in de vergeethoek geraakte veelfilmers zoals Yves Mirande (5 films), André Berthomieu (4), Pierre Colombier (4) en Bernard Roland (3). 
Berry nam heel dikwijls de hoofdrol of een van de hoofdrollen voor zijn rekening. Als tegenspeler had hij meermaals Michel Simon (4), Fernandel (4),  Raimu (3), Pierre Brasseur (3), Fernand Charpin (3), Julien Carette (3), Charles Vanel (2), Erich von Stroheim (2) en Bernard Blier (6). Ook actrices als Arletty (3) en Elvire Popesco (9) kruisten verscheidene keren zijn pad, net als zijn ex-vrouwen Suzy Prim (10) en Josseline Gaël (8).

### Typische rollen
Als vijftiger en zestiger belichaamde Berry personages die de elegantie zelf waren, sierlijk en zwierig in hun gebaren, en die zich niet zelden overgaven aan de kleine criminaliteit: de gladde mooiprater/rentenier zonder geld (Baccarade), de minnaar rentenier (Café de Paris), de cynische verleider (Mon coeur et ses millions, Jeunes filles à marier en Le voleur de femmes), de vrolijke flierefluiter die zijn huur niet meer betaalt (Aventure à Paris), de flamboyante vermogensbeheerder (Le Camion blanc), het berooide fuifnummer dat dief wordt (Le club des aristocrates), de juwelendief/gigolo (Monsieur Grégoire s'évade en Derrière la façade), de excentrieke musicus/minnaar van een hertogin (L'Habit vert), de cynische echtgenoot met minnares (La Taverne du poisson couronné) of de man van twijfelachtig allooi die niet vies is van louche zaakjes (Après l'orage). 
Zelfs als zijn personages een door en door slechte inborst hadden bleef hij stijlvol en keurig: van de gluiperige narcist (Le jour se lève), de gewetenloze oplichter (Le crime de monsieur Lange), de afperser (Carrefour) en de dokter/vrouwenontvoerder (Une femme chipée) tot de schurkachtige ondernemer (Le gang des tractions arrière).
Met dezelfde zwierige vanzelfsprekendheid zette hij zowel een baron (2), een graaf (2), een prins (1) als een bankier (2), een commissaris (2), een inspecteur, een legerkapitein, een schrijver, een gewetenloze radioproducent of een ondermaatse acteur neer.  

### Privéleven
Berry trouwde eerst met de actrice Jane Marken. Ze bleef dertien jaar bij hem totdat ze het onstandvastig leven met hem beu was. Daarna had Berry een driejarige stormachtige relatie met de actrice Suzy Prim. In 1935 ontmoette hij op de set van Jeunes filles à marier de 18-jarige actrice Josseline Gaël. Uit hun relatie werd een dochter, Michèle (1939), geboren.
Berry overleed in 1951 op 68-jarige leeftijd aan een hartinfarct. Hij rust op het Cimetière du Père-Lachaise.

## Filmografie (selectie)
- 1908 - Tirez, s'il vous plait (Louis J. Gasnier)
- 1910 - Shylock, le marchand de Venise (Henri Desfontaines)
- 1911 - Olivier Cromwell (Henri Desfontaines)
- 1928 - L'Argent (Marcel L'Herbier)
- 1931 - Mon cœur et ses millions (André Berthomieu)
- 1932 - Quick (Robert Siodmak)
- 1935 - Touche à tout (Jean Dréville)
- 1935 - Le Crime de Monsieur Lange (Jean Renoir)
- 1936 - Rigolboche (Christian-Jaque)
- 1936 - Le Mort en fuite (André Berthomieu)
- 1936 - Monsieur Personne (Christian-Jaque)
- 1936 - Aventure à Paris (Marc Allégret)
- 1936 - Le Voleur de femmes (Abel Gance)
- 1937 - Les Rois du sport Pierre Colombier)
- 1937 - Le Club des aristocrates (Pierre Colombier)
- 1937 - Le Chemin de Rio (Cargaison blanche) (Robert Siodmak)
- 1937 - Arsène Lupin détective (Henri Diamant-Berger)
- 1938 - Hercule (Alexander Esway)
- 1938 - Eusèbe député (André Berthomieu)
- 1938 - Carrefour (Curtis Bernhardt)
- 1938 - Mon père et mon papa (Gaston Schoukens)
- 1938 - Café de Paris (Yves Mirande en Georges Lacombe)
- 1939 - La Famille Duraton (Christian Stengel)
- 1939 - Derrière la façade (Yves Mirande en Georges Lacombe)
- 1939 - Le jour se lève (Marcel Carné)
- 1940 - L'Héritier des Mondésir (Albert Valentin)
- 1941 - Parade en sept nuits (Marc Allégret)
- 1942 - Les Petits Riens (Raymond Leboursier)
- 1942 - La Symphonie fantastique (Christian-Jaque)
- 1942 - Les Visiteurs du soir (Marcel Carné)
- 1942 - L'assassin a peur la nuit (Jean Delannoy)
- 1943 - Le Camion blanc (Léo Joannon)
- 1943 - Le Voyageur de la Toussaint (Louis Daquin)
- 1943 - L'Homme de Londres (Henri Decoin)
- 1945 - Monsieur Grégoire s'évade (Jacques Daniel-Norman)
- 1946 - Messieurs Ludovic (Jean-Paul Le Chanois)
- 1946 - Étoile sans lumière (Marcel Blistène)
- 1947 - La Taverne du poisson couronné (René Chanas)

- Biblioteca Nacional de España: XX4874361
- Bibliothèque nationale de France: cb13891443f (data)
- Gemeinsame Normdatei: 118931334
- International Standard Name Identifier: 0000 0000 7245 3608
- Library of Congress Control Number: n89605752
- MusicBrainz: c559aec5-949e-46a2-a263-6bf67ef6badc
- Nationale Bibliotheek van Tsjechië: xx0151968
- Nationale Bibliotheek van Israël: 987007427626505171
- Nederlandse Thesaurus van Auteursnamen: 314215298
- SNAC: w6nw2v2p
- Système universitaire de documentation: 029510384
- Trove: 928083
- Virtual International Authority File: 34642583
- WorldCat: E39PBJxWQ3CFbD896XB6WYGrbd